# Wanadoo
Wanadoo е бившето име на клона за доставка на интернет на Orange SA, дъщерна фирма на France Télécom. Фирмата упражнява дейността си във Франция, Обединеното кралство, Холандия, Испания, Тунис, Алжир, Мароко, Сенегал, Мавриций, Мадагаскар, Ливан и Йордания. Спира дейността си като световен бранд на 1 юни 2006, когато е заменен от Orange.
Произходът на името е обект на спорове, като се смята, че се появява в края на 1990-те, когато много интернет фирми се кръщават с имена, които звучат подобно на 'Yahoo'.
В началото на 2000 г. Wanadoo влиза в игралната индустрия и купува Index+. На 30 септември 2003 Wanadoo Edition се слива с MC2 France и от тази сделка Wanadoo притежава 12% от акциите на Microïds.

## Orange ребрандиране
Wanadoo се променя на Orange на 1 юни 2006: това сливане на компаниите създава нов бранд за доставка на мобилни телекомуникации и интернет услуги.
Orange e най-големият доставчик на интернет в Европа с над 10 милиона абоната, съсредоточени основно във Франция, Обединеното кралство, Испания, Нидерландия и Полша.